# Бічнолистник скривлений
Бічнолистник скривлений (Homomallium incurvatum) — вид мохів порядку гіпнобрієвих (Hypnales).

## Поширення
Ареал охоплює такі частини світу: Європа, Північна Америка, Азія.
Населяє вапняні породи в лісах, рідко на листяних деревах; від низьких до помірних висот.

## Характеристика

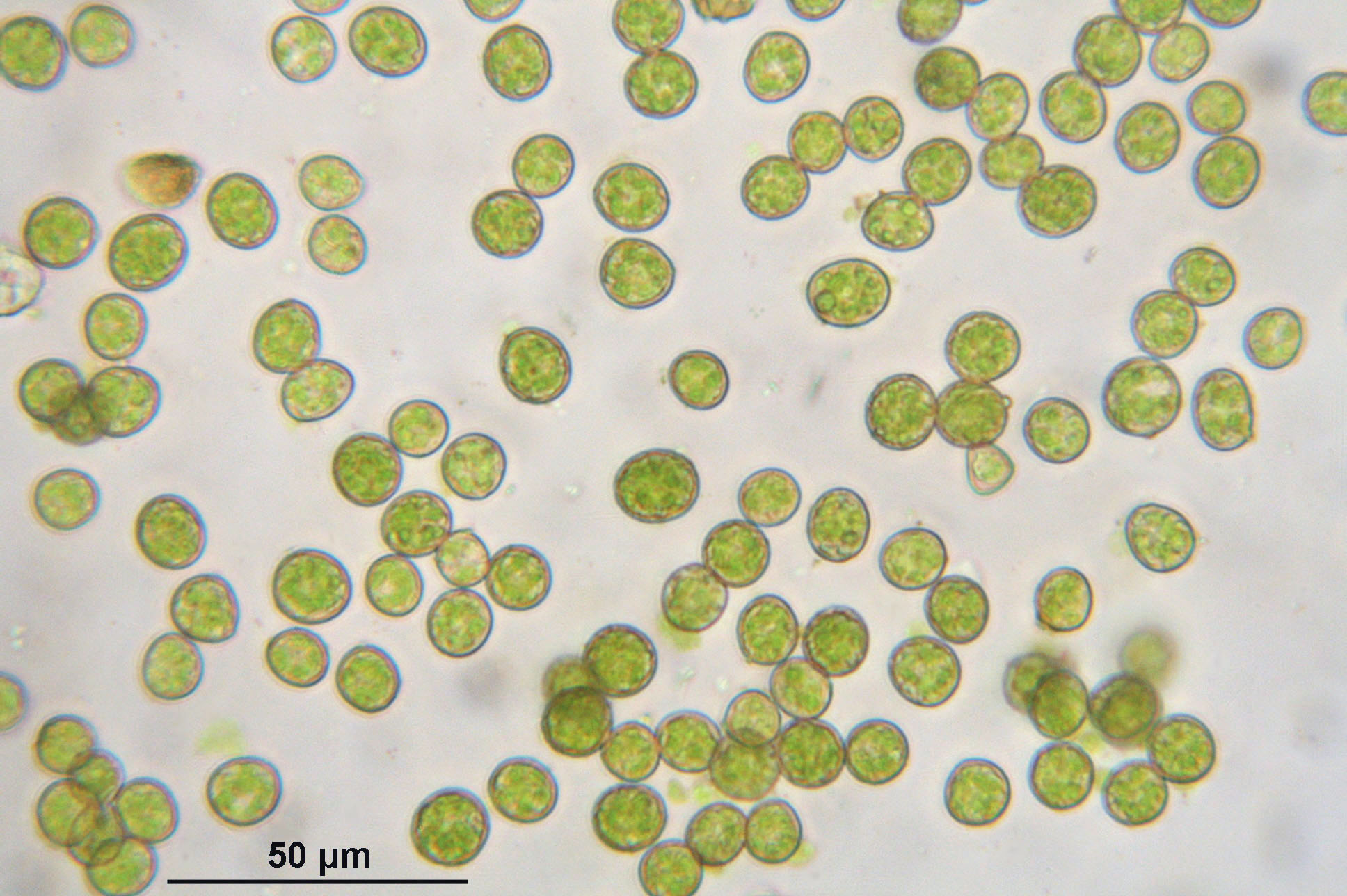

Стебла 2–2.5 см, блискуче-зелені чи жовтувато-коричневі, гілки прямі. Листки від прямовисних до розпростертих, злегка загострені на верхівках стебла та гілок, 0.8–1.3 мм; краї прямі, цільні або тонкозубчасті; верхівка круто тонко-загострена, шилуваті. Коробочкові ніжки червонуваті, 0.5–1.5 см. Коробочка червонувата, 1–1.5 мм. Спори 10–12 мкм, дрібно-горбочкові.